# Lądowisko Raciąż-Polmlek
Lądowisko Raciąż-Polmlek – śmigłowcowe lądowisko w Raciążu, w województwie mazowieckim. Lądowisko należy do Polmlek Raciąż Spółka z o.o.
Lądowisko figuruje w ewidencji lądowisk Urzędu Lotnictwa Cywilnego od 2014 pod numerem 262.